# Geloi Wetland
Geloi Wetland ist ein privates Naturschutzgebiet, das sich auf dem Gebiet der Gemeinde Gela, Freies Gemeindekonsortium Caltanissetta, auf Sizilien in Süditalien befindet und das seit 2017 besteht. Im Gebiet wird vom Geloi Wetland Visitor Center betreut.

## Geschichte

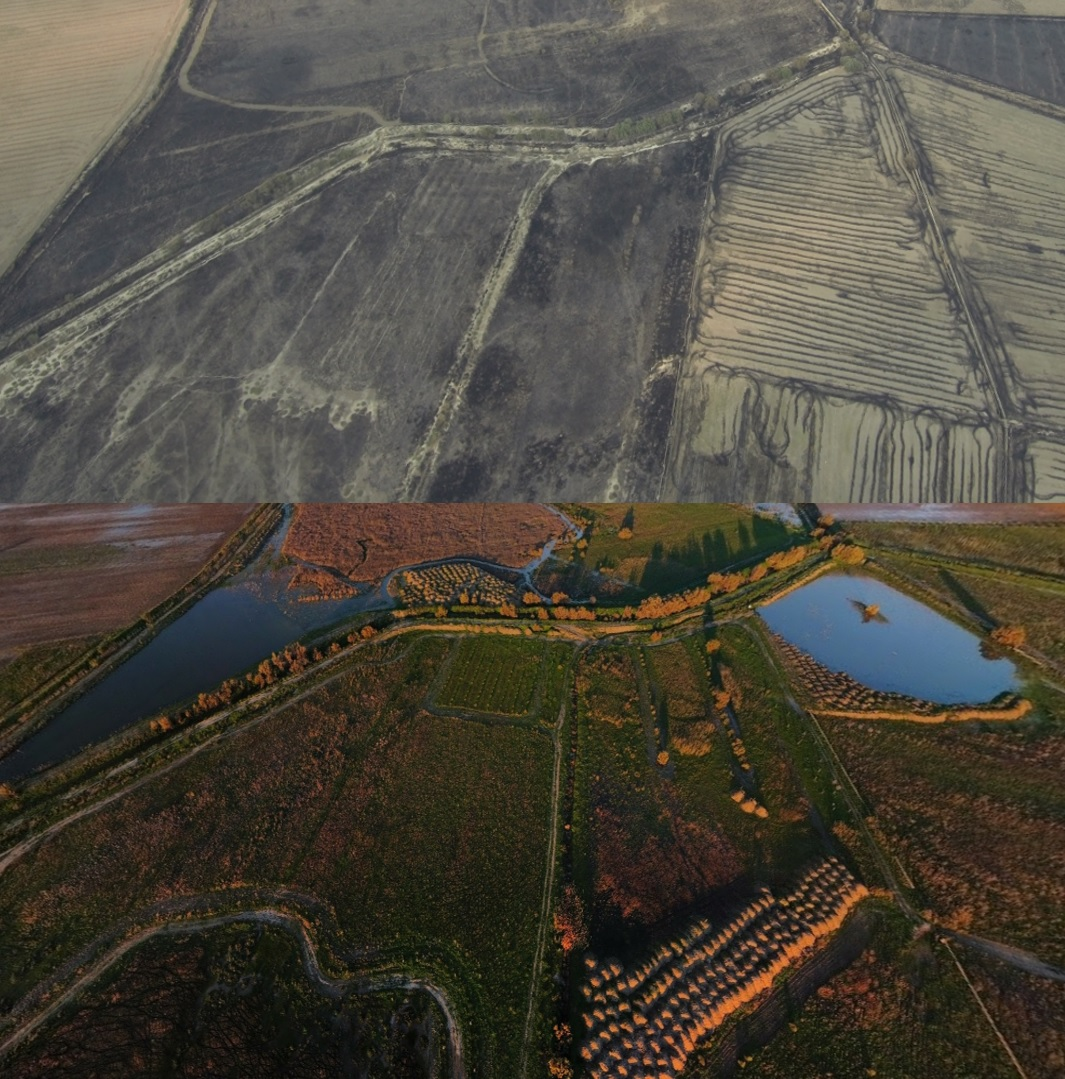
Panorama über Geloi: Oben vor Projektanfang im September 2017 und unten gleicher Bildausschnitt im Oktober 2020

Im Jahr 2017 startete die deutsche „Stiftung Pro Artenvielfalt“ zusammen mit der Freiwilligenorganisation Centro Educazione Ambientale (Zentrum für Umwelterziehung) mit Sitz in Niscemi ein Naturschutzprojekt. Der wichtigste Geldgeber ist, zusammen mit der deutschen Stiftung, die gleichnamige Schwesterstiftung aus der Schweiz, die das Projekt weitestgehend durch eigenständig generierte Spendenmittel finanziert. Bis Mitte 2023 wurden knapp 180 Hektar (ha) (1.800.000 m²) Land angekauft und es laufen fortwährend Sondierungen zum Flächenkauf. Es ist geplant dort in den kommenden Jahren bis zu 200 ha (2.000.000 m²) und mehr zusammenhängende Feuchtgebiets- und Randflächen durch Flächenkauf dauerhaft für den Naturschutz zu sichern. Aus rechtlichen Gründen werden die gekauften Flächen zunächst Eigentum der deutschen „Stiftung Pro Artenvielfalt“. 2023 waren bereits 180 ha Fläche angekauft. Etwa 75 km südöstlich liegt im Vogelschutzgebiet Pantani della Sicilia sud orientale ein weiteres Schutzprojekt der beiden Stiftungen. Dort sind etwa 345 Hektar, darunter die beiden Süßwasserlagunen Pantano Cuba, Pantano Longarini und angrenzenden Bereiche angekauft worden.
Es besteht in der Renaturierung eines Feuchtbiotopes zum Schutz von Wildvögeln, insbesondere von Zugvögeln. Zu den Projektzielen gehört die Schaffung einer Pufferzone um die Wasserbecken herum, auf der sozialverträgliche, biologische und ökologische Landwirtschaft betrieben wird.
Es findet eine Überwachung des Feuchtgebiets durch lokale Beobachter statt gegen die dort früher die illegal agierenden Vogeljäger und Wilderer. Es wurden von 2018 bis 2020 930 ehrenamtliche Einsatzstunden einer eigenen Brandschutz-Einheit während der Trockenperiode im Sommer zur Brandbekämpfung geleistet. Um das Privatschutzgebiet vor außer Kontrolle geratenen Flächenbränden zu schützen. Zur Habitats-Verbesserung pflanzte man über 240 einheimischen Sträuchern und Obstbäumen. Der Bau eines 7,5 Kilometer langen Schutzzauns ist geplant.
Ein weiterführendes Ziel des Projektes ist es, nach eigener Aussage, „ein Vorbild für rechtsstaatliches Handeln und ein Beispiel in dem Kampf gegen die Desertifikation zu werden, und auf die Möglichkeit für eine ökonomische und ökologische Zukunft hinzuweisen, die eine Alternative zum industriellen Modell [böte].“

## Geographische Lage
Geloi befindet sich in der Ebene von Gela und ist Bestandteil des über 250 km² großen Natura-2000-Schutzgebietes Torre Manfria, Biviere di Gela, Piana di Gela e area marina antistante (Natura-2000-ID ITA050012, WDPA-ID 555540571), das gemäß der Europäischen Vogelschutzrichtlinie eingerichtet wurde. Die Ebene von Gela (Piana di Gela) ist eine postholozäne Küstenschwemmebene, die durch den Fluss Gela und seine Nebenflüsse Maroglio und Cimia gebildet wurde. Im Norden grenzt sie an die Ebene von Catania und trennt die Hybläischen Berge von den Monti Erei, wodurch im Süden der Golf von Gela entsteht.
Der Name Geloi Wetland setzt sich aus dem englischen Wort für „Feuchtgebiet“ – Wetland – und Geloi zusammen, dem lateinischen Namen für die Gegend um Gela herum, wie er im dritten Buch der Aeneis von Vergil vorkommt.

## Fauna
Aufgrund ihrer Morphologie und ihrer strategischen geographischen Lage bündelt die Straße von Sizilien die Überquerung Siziliens durch Zugvögel aus Nordafrika, insbesondere im Frühjahr, da sie eine leading line darstellt, ein Gebiet, das entlang der bevorzugten Transitroute von Zugvögeln verläuft; allein zwischen Februar und April wurden mehr als 45.000 Wasservögel gezählt.

### Avifauna
Die Vogelwelt ist artenreich und umfasst 154 beobachtete Vogelarten. Ein Mosaik aus kleinteiligen Lebensräumen begünstigt das Nisten einiger Vogelarten von bemerkenswertem gemeinschaftlichem Interesse, wie des Rötelfalken (Falco naumanni), des Triels (Burhinus oedicnemus), der Rotflügel-Brachschwalbe (Glareola pratincola), der Kalanderlerche (Melanocorypha calandra), der Kurzzehenlerche (Calandrella brachydactyla), der Blauracke (Coracias garrulus) und des Weißstorchs (Ciconia ciconia). Das Bestehen dieser Populationen ist von strategischer Bedeutung für den Tierschutz auf nationaler Ebene in Italien, wie auch das Vorhandensein pseudo-steppenartiger Lebensräume, die auf Sizilien selten geworden sind.
Im Winter begünstigt die Bildung temporärer Sümpfe oder Brackmarschen das Überwintern von Wasservögeln wie Kiebitz (Vanellus vanellus) und Goldregenpfeifer (Pluvialis apricaria).

### Reptilien und Insekten

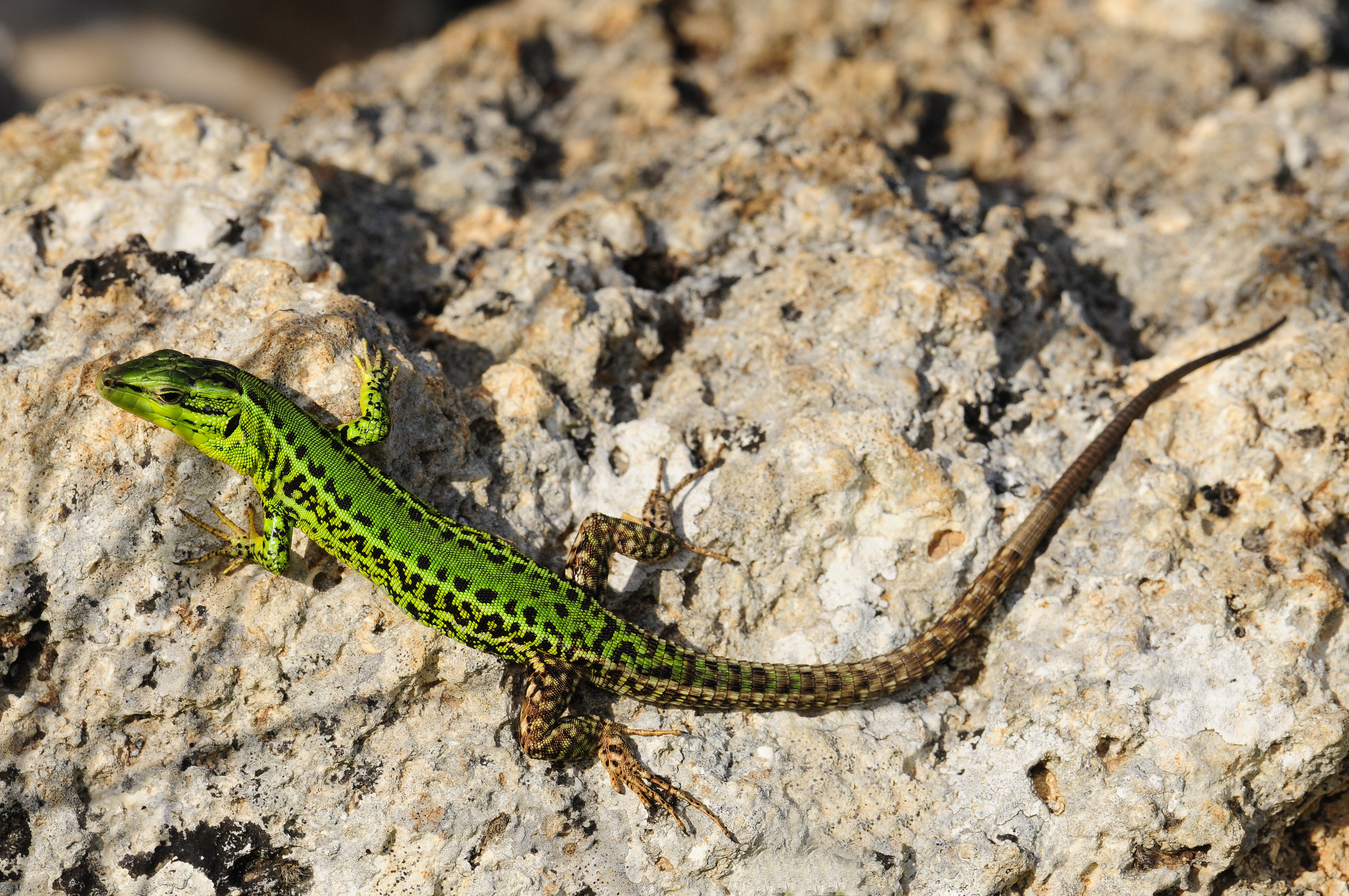
Sizilianische Mauereidechse

Reptilien, Insekten und Spinnentiere finden Zuflucht in den Steinhaufen, die von den Beschäftigten des Centro di Educazione Ambientale geschaffen wurden und wertvolle Mikro-Habitate für Reptilien wie die Italienische Äskulapnatter (Zamenis lineatus), die Leopardnatter (Zamenis situla) oder die Sizilianische Mauereidechse (Podarcis waglerianus) darstellen. Weitere Reptilien in der Gegend sind die Östliche Smaragdeidechse (Lacerta viridis) und der Gefleckte Walzenskink (Chalcides ocellatus). Auch die Entomofauna ist reichhaltig: Unter 80 beobachteten Käferarten sind die seltene Spanische Fliege und eine Art Blumenkäfer, Anthelephila caeruleipennis, die in Italien zum ersten Mal in Geloi Wetland gesichtet wurde.

### Säugetiere
Was die Säugetiere betrifft, beherbergt Geloi zahlreiche Gartenschläfer (Eliomys quercinus) und Braunbrustigel (Erinaceus europaeus).

## Flora
Der Standort verfügt über ein diversifiziertes halbnatürliches Biotop, das selten gewordene temporäre Brackmarschen auf holozänen Schwemmböden überwiegend toniger Natur umfasst. Diese Landschaften sind umgeben von einem Mosaik extensiver Landwirtschaft und steppenartiger Getreideflächen. In Geloi Wetland gibt es Entwässerungskanäle, Bäche, Pfützen, Gräben, künstliche Seen und Wasserstellen, in denen die halophile (d. h. „Salz liebende“) Vegetation sehr spezialisierte Formationen aufweist und durch ausdauernde Pflanzengesellschaften der Sarcoconietea fruticosae, einjährige Sukkulentengesellschaften von Thero-Suaedetea und durch kurzlebige Frühlingsrasen von Saginetea maritimae gekennzeichnet ist.
Die bis zum späten Frühling anhaltenden Brackmarschen beherbergen eine Vielfalt an Zugvögeln, die rasten oder überwintern, und weisen eine dichte Binsenvegetation auf, die von Juncus subulatus Forssk und dem Schilfrohr Phragmites australis (Cav.) Trin. ex Steud. dominiert wird.

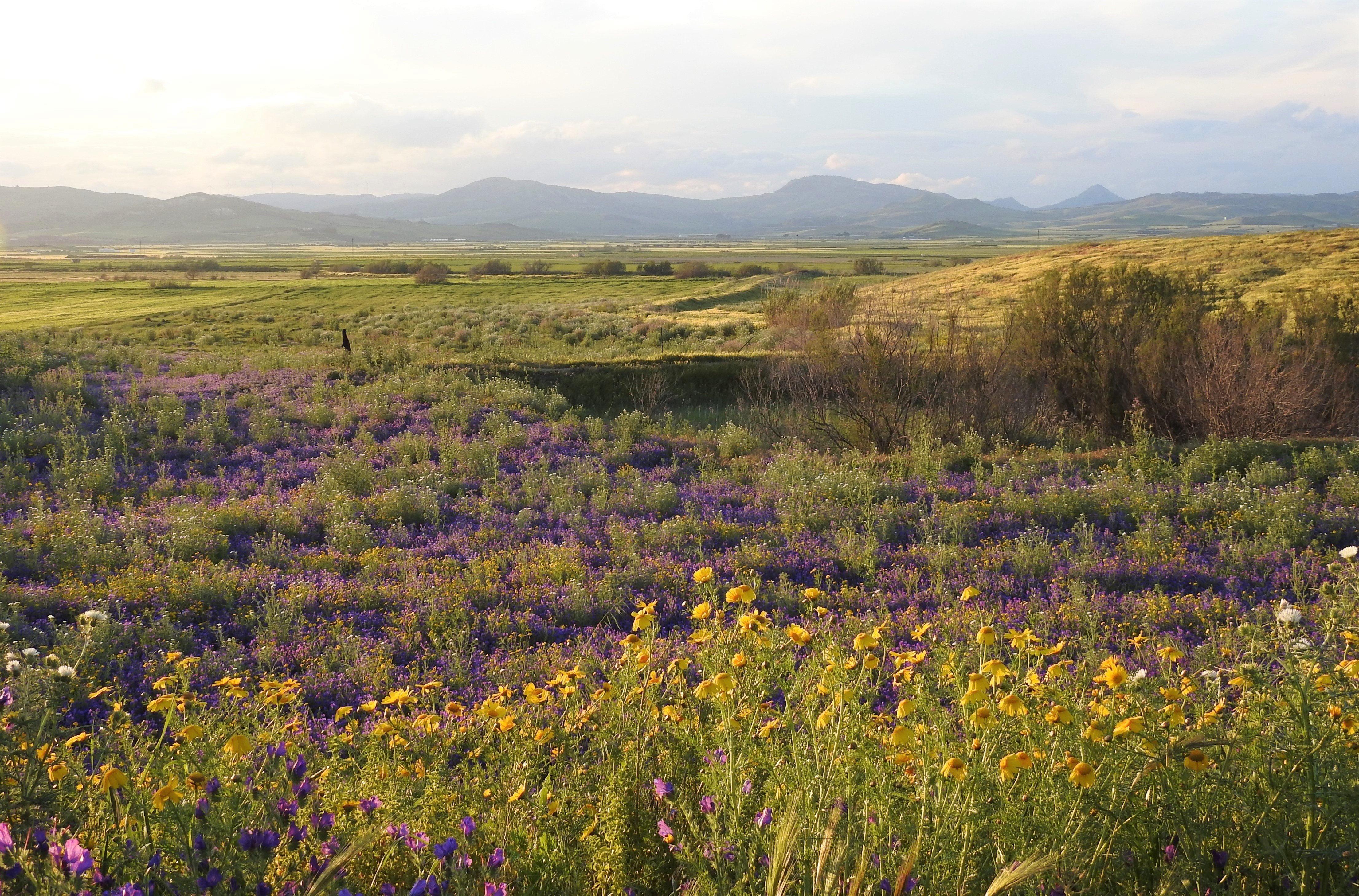
Panorama von Geloi Wetland im Frühling, mit violetten Natternköpfen und goldenen Kronenwucherblumen.

In den versumpften Gebieten wachsen seltene Pflanzenarten wie Damasonium bourgaei Coss. (Alismataceae), Romulea ramiflora Ten. (Iridaceae) und, mit später Blüte, Lythrum tribracteatum Salzm. ex Spreng. und L. hyssopifolia L. (Lythraceae). In den Graslandschaften kommen Gruppen hygrophiler Pflanzen vor, gekennzeichnet durch das Vorhandensein spontaner Phanerophyten wie der Französischen Tamariske Tamarix gallica L. und der Sommer-Tamariske Tamarix africana Poir (Tamaricaceae), die sich mit nitrophilen, sowohl strauchigen als auch krautigen Elementen der Gattungen Suaeda, Salsola (Chenopodiaceae), Atriplex (Amaranthaceae), Spergularia (Caryophyllaceae) und Frankenia (Frankeniaceae) abwechseln. Die ebenen Flächen, die am Anfang des Frühjahrs austrocknen, beherbergen üppige Wiesen von Chamaemelum fuscatum (Brot.) Vasc. (Asteraceae) und Ranunculus trilobus Desf. (Hahnenfußgewächse). Auf den leicht steilen Hügeln, die das Gebiet von Geloi geographisch umgrenzen, wechseln sich gemischte Obstgärten mit Olivenhainen sowie mit Strauchreihen in Olea europaea var. sylvestris Brot. und anderen mediterranen Arten ab, die mit Förderung durch den Europäischen Landwirtschaftsfonds für die Entwicklung des ländlichen Raums (ELER) gepflanzt wurden.
Die nicht mehr bewirtschafteten Felder auf den Hügeln hingegen weisen seltene wilde Orchideen auf, wie die endemische Unterart Serapias orientalis siciliensis sowie Orchis italica.

## Infrastruktur und Unterkünfte
Die Ebene von Gela wird von der Via Francigena gekreuzt, einem wieder belebten Pilgerpfad, der Wanderer über 300 Kilometer von der Festung der normannischen Kathedrale von Agrigent entlang der Küste bis nach Gela und von dort weiter in Richtung der Ebene von Lentini und Simeto durch die Oasi del Simeto und weitere Naturparks führt. Von dieser Frankenstraße aus kann man das Mittelmeer und das Profil des Ätna bewundern, des höchsten europäischen Vulkans.
Das Empfangskomitee Via-Fabaria-Raststätten in Gela, Niscemi und Caltagirone kümmert sich um die Ausschilderung, Instandsetzung und Reinhaltung dieser Strecke sowie um die Aufnahme der Pilger.

## Cicogna Days
Im Umfeld von Geloi werden die Cicogna Days (Weißstorch-Tage) organisiert, bei denen die Freiwilligen der Lega Italiana Protezione Uccelli (LIPU, Italienischer Vogelschutzbund) die Teilnehmer einladen, aus der Nähe, doch ohne zu stören, die nistenden Weißstörche zu beobachten.
Diese CicoDays sind die wichtigste Veranstaltung des LIPU-Ortsverbandes von Niscemi, der auch Spaziergänge, Wanderungen, Exkursionen, Werkstätten und Fahrradtouren organisiert.